# Südliche Berliner Vorortbahn

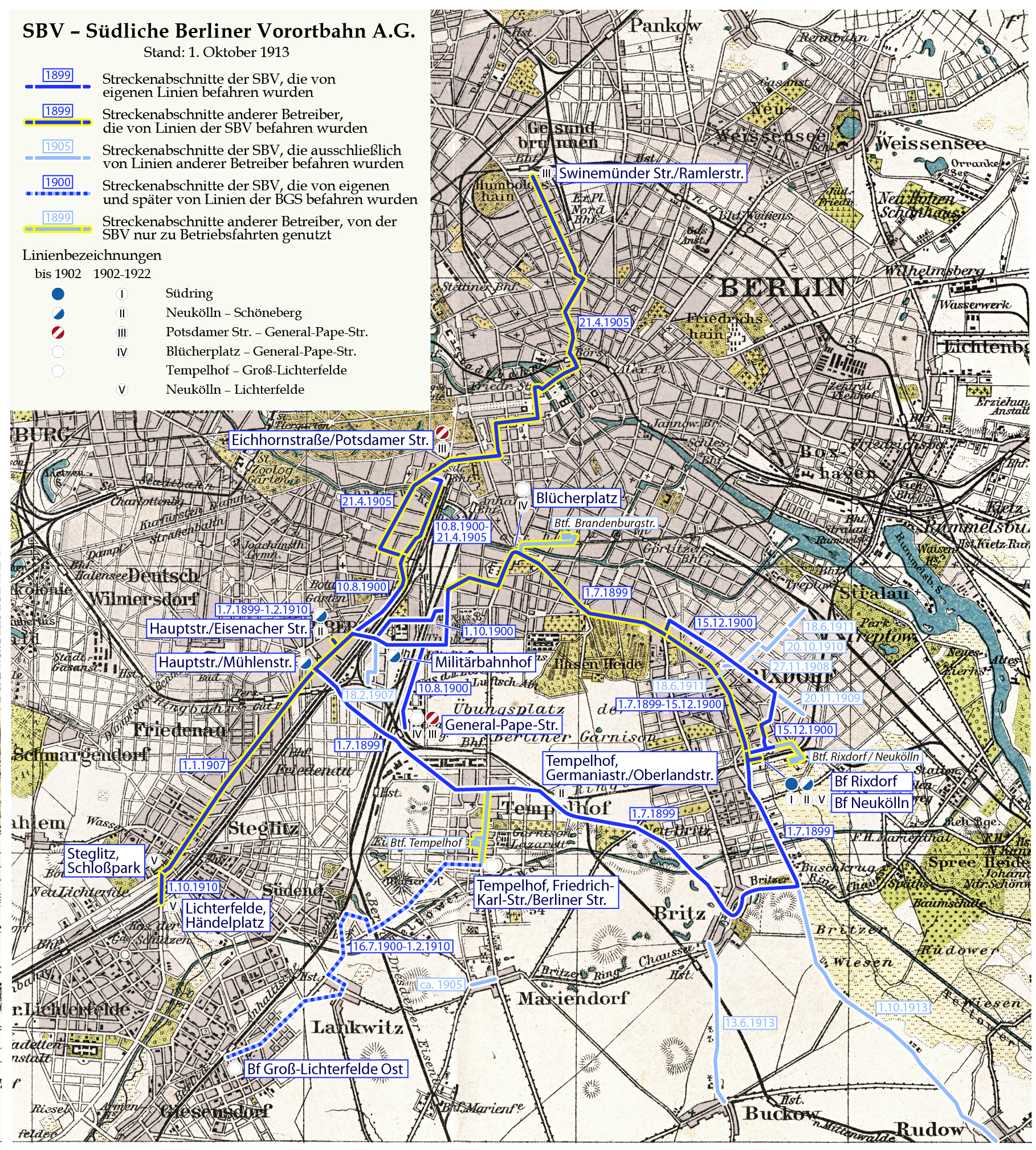
Strecken- und Liniennetz der Südlichen Berliner Vorortbahn

Die Südliche Berliner Vorortbahn A. G. (SBV) war ein Straßenbahnbetrieb im Süden Berlins, dessen Linien vorrangig innerhalb der damals selbstständigen Gemeinden Schöneberg, Rixdorf (später Neukölln), Tempelhof und Britz verkehrten. Darüber hinaus besaß dieses Unternehmen mehrere Strecken, die ausschließlich von Linien anderer Gesellschaften befahren wurden. Der Wagenpark umfasste 30 Triebwagen. Beiwagen, Betriebshöfe, Personal und Verwaltung gehörten hingegen zur Großen Berliner Straßenbahn (GBS, Mehrheitsaktionär seit 1910). Die SBV war seit ihrer Gründung bis 1919, als sie in der GBS aufging, selbstständig.

## Geschichte

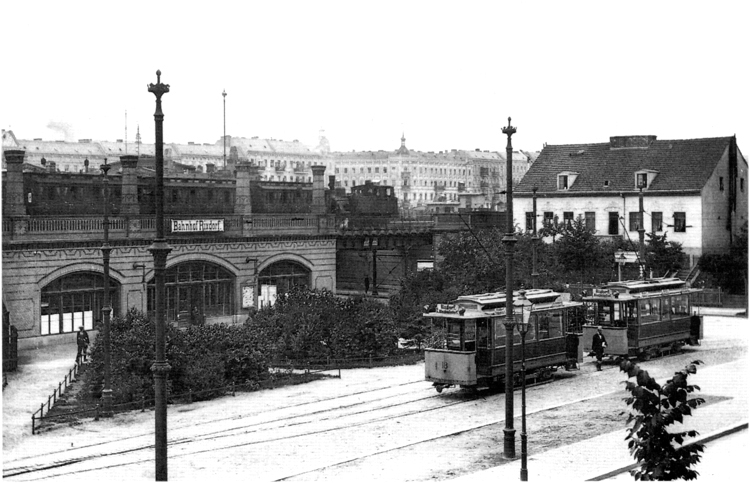
Eines der wenigen bekannten Fotos der Südlichen Berliner Vorortbahnen zeigt zwei Berolina-Wagen am Bahnhof Rixdorf, 3. Juni 1901

Das Unternehmen wurde am 4. Juli 1898 mit einem Aktienkapital von drei Millionen Mark gegründet (kaufkraftbereinigt in heutiger Währung: rund 25 Millionen Euro). Die Hälfte des Aktienkapitals besaß die GBS, die andere Hälfte die Gesellschaft für elektrische Unternehmungen. Die Gesellschaft übernahm die Verträge des Konsortiums der Südlichen Berliner Vorortbahnen, welches sich mit den wegeunterhaltspflichtigen Gemeinden Britz, Lankwitz (für Lankwitz führte der damalige Gemeindevorsteher Friedrich Dillges die Verhandlungen), Rixdorf, Schöneberg, Tempelhof, Treptow und der Stadt Berlin vertraglich über den Bau einer Kleinbahn geeinigt hatte. Der Zustimmungsvertrag für die Stadt Berlin wurde bis zum 31. Dezember 1919, die Verträge für die übrigen Gemeinden wurden bis zum 1. Juli 1947 abgeschlossen, die staatliche Konzession zum Betrieb der Bahn war bis 1948 ausgestellt. Die Betreiberin hatte jährlich acht Prozent der Bruttoeinnahmen an die Stadt Berlin zu entrichten sowie, sofern der Reinertrag sechs Prozent des aufgewendeten Kapitals überstieg, die Hälfte des Mehrbetrages. An die übrigen Gemeinden sollten für die ersten fünf Jahre keine Abgaben entrichtet werden. Für die Pflasterunterhaltung waren ein jährlicher Betrag von 70 Pfennig pro Kilometer einfachen Gleises an die Gemeinde Rixdorf sowie von 20 Pfennig pro Kilometer an die übrigen Gemeinden zu zahlen. Im November 1898 wurde der erste Bauabschnitt zwischen Britz und Tempelhof in Angriff genommen. Die Betriebsaufnahme erfolgte am 1. Juli 1899 auf zwei Linien. Diese wurden wie bei der GBS mit verschiedenfarbigen Signaltafeln gekennzeichnet.
| Linie/ Signaltafel | Verlauf | Takt (in min) | Länge (in km) |
| ------------------ | --- | ------------- | ------------- |
| Blau               | „Südring“ Bf Rixdorf – Richardplatz – Hermannplatz – Kaiser-Friedrich-Platz – Blücherplatz – Bf Schöneberg – Kaiser-Wilhelm-Platz – Hauptstraße – Sachsendamm – Dorfstraße (Tempelhof) – Dorfstraße (Britz) – Buschkrug – Bf Rixdorf | 24            | 21,2          |
| Weiß/Blau          | Bf Rixdorf – Hermannplatz – Kaiser-Friedrich-Platz – Blücherplatz – Bf Schöneberg – Kaiser-Wilhelm-Platz – Schöneberg, Hauptstraße/Eisenacher Straße                                                                                 | 8–16          | 9,5           |
| Weiß               | Tempelhof, Friedrich-Karl-Straße – Bf Mariendorf – Bf Südende – Kaiser-Wilhelm-Straße – Bf Groß-Lichterfelde Ost | 24            | 5,7           |
| Rot/Weißer Strich  | Eichhornstraße/Potsdamer Straße – Dennewitzplatz – Kaiser-Wilhelm-Platz – Bf Schöneberg – General-Pape-Straße | 18            | 5,3           |
| Weiß               | Blücherplatz – General-Pape-Straße | k. A.         | 3,7           |

Die erste Linie mit der Bezeichnung „Südring“ und blauen Signaltafeln führte vom Bahnhof Rixdorf über die Bergstraße, den Blücherplatz in Berlin, Schöneberg, Tempelhof und Britz zurück nach Rixdorf. Da die Linie zwischen Tempelhof und Britz durch überwiegend unbebautes Gebiet führte, prägte sich für diese schnell der Spitzname „Wüstenbahn“ ein. Eine zweite Linie mit der Signaltafel Weiß/Blau führte ergänzend zum Südring vom Bahnhof Rixdorf nach Schöneberg. Der Endpunkt befand sich an der Kreuzung Hauptstraße /Ecke Eisenacher Straße. Dieser konnte allerdings erst am 1. Oktober oder 1. Dezember 1899 dem Betrieb übergeben werden. Zuvor endete die Linie zunächst am Militärbahnhof in der Kolonnenstraße. Vier Tage später wurde die Linie vorübergehend bis Hauptstraße /Ecke Mühlenstraße vorgezogen. Zwischen Bahnhof Rixdorf und Yorckstraße /Ecke Katzbachstraße sowie zwischen Kaiser-Wilhelm-Platz und Hauptstraße /Ecke Mühlenstraße wurden die Gleise der GBS mitgenutzt. Es wurde darauf hingewiesen, dass der Verkehr bei Schneefall eingeschränkt und bei Schneeverwehungen komplett eingestellt wird.
Die Linienführung der zweiten Linie wurde am 1. Oktober 1900 geringfügig geändert. Zwischen Katzbachstraße und Kolonnenstraße ging an diesem Tag eine parallel verlaufende Strecke über Kreuzbergstraße, Monumentenstraße und Siegfriedstraße in Betrieb. Am 15. Dezember desselben Jahres wurde für beide Linien innerhalb von Rixdorf eine neue Strecke von der Bergstraße über Richardplatz und Kaiser-Friedrich-Straße zum Hermannplatz in Betrieb genommen. Die direkte Führung über die Bergstraße wurde von den Linien der GBS weiterhin genutzt.

Straßenbahnverkehr in der Potsdamer Straße mit einem Zug der Linie P der Berlin-Charlottenburger Straßenbahn, dahinter ein Zug der Linie III und in Gegenrichtung ein Zug der Linie 56 der Großen Berliner Straßenbahn, um 1910

Die dritte Linie der SBV ging wenige Monate zuvor am 16. Juli 1900 in Betrieb und hatte keinen Anschluss an die beiden übrigen Linien. Sie führte von Tempelhof, Friedrich-Karl-Straße/Berliner Straße über Bahnhof Mariendorf, Bahnhof Südende und Lankwitz bis zum Anhalter Platz am Bahnhof Groß-Lichterfelde Ost. Die mit weißen Signallampen gekennzeichnete Linie wurde zunächst als Pferdebahn betrieben, da infolge von Einsprüchen die Kabelverlegungen nicht rechtzeitig abgeschlossen werden konnten. Nach der polizeilichen Abnahme im November 1901 verkehrte die Bahn ab dem 22. März 1902 elektrisch. Die Gleisanlagen befanden sich im vollständigen Besitz der SBV.
| bis 1902          | 1902–1922 | ab 1922 |
| ----------------- | --------- | ------- |
| Blau              | I         | 6       |
| Weiß/Blau         | II        |         |
| Rot/Weißer Strich | III       | 140     |
| Weiß              | IV        |         |
|                   | V         | 106     |

Am 10. August 1900 folgten zwei weitere Linien. Die vierte Linie mit der Signaltafel „Rot mit weißem Strich“ führte von der Kreuzung Eichhornstraße /Ecke Potsdamer Straße über Dennewitzplatz und Kolonnenstraße bis zur General-Pape-Straße unweit des Ring- und Vorortbahnhofs Papestraße. Zwischen der nördlichen Endhaltestelle und der Kreuzung Mansteinstraße /Ecke Großgörschenstraße wurden die Gleise der GBS genutzt. Die fünfte Linie führte weiße Signaltafeln und verlief vom Blücherplatz zur General-Pape-Straße. Am 6. Mai 1902 wurde diese mit der Linie Brunnenstraße – Kreuzbergstraße der GBS zur neuen Linie 41 Brunnenstraße – General-Pape-Straße zusammengefasst und im Anschlussverkehr betrieben. Nach unbestätigten Angaben soll die vierte Linie ab diesem Tage über Yorckstraße – Katzbachstraße – Dreibundstraße umgeleitet worden sein. Ende 1902 erhielt die Linie ihre alte Führung zurück.
Im Sommer 1902 wurden bei der allgemeinen Nummerierung der Linien der Großen Berliner Straßenbahn und ihrer Tochtergesellschaften für die Südliche Berliner Vorortbahn römische Zahlen eingeführt.
Die Linie III wurde am 21. April 1905 im Anschlussbetrieb mit der GBS über Potsdamer Straße, Leipziger Straße, Lindenkreuzung, Hackescher Markt und Zionskirchplatz bis zur Kreuzung Swinemünder Straße /Ecke Ramlerstraße verlängert. Nach Eröffnung des Lindentunnels nutzte die Linie ab dem 19. Dezember 1916 den östlichen Tunnelteil.
| Linie | Verlauf | Takt (in min) | Länge (in km) |
| ----- | --- | ------------- | ------------- |
| I     | „Südring“ Bf Neukölln – Hermannplatz – Kaiser-Friedrich-Platz – Blücherplatz – Bf Schöneberg – Kaiser-Wilhelm-Platz – Hauptstraße – Sachsendamm – Dorfstraße (Tempelhof) – Dorfstraße (Britz) – Buschkrug – Bf Neukölln | 30            | 20,2          |
| III   | Swinemünder Straße/Ramlerstraße – Vinetaplatz – Arkonaplatz – Zionskirchplatz – Hackescher Markt – Lindenkreuzung – Potsdamer Platz – Dennewitzplatz – Kaiser-Wilhelm-Platz – Bf Schöneberg – General-Pape-Straße       | 20            | 11,7          |
| V     | Bf Neukölln – Hermannplatz – Kaiser-Friedrich-Platz – Blücherplatz – Bf Schöneberg – Kaiser-Wilhelm-Platz – Hauptstraße – Rheinstraße – Schloßstraße – Chausseestraße – Lichterfelde, Händelplatz                       | 15            | 14,3          |

Am 1. Januar 1907 wurde die Linie V eingerichtet, indem jeder zweite Wagen der Linie II über die Endhaltestelle Eisenacher Straße hinaus über Hauptstraße, Rheinstraße und Schloßstraße bis Steglitz, Schloßpark fuhr. Am 1. Oktober 1910 wurde diese Linie über die Chausseestraße bis Lichterfelde, Händelplatz verlängert. Die übrigen Wagen der Linie II verkehrten dagegen ab dem 1. Februar 1910 im Zuge des Südrings weiter bis Tempelhof, Germaniastraße/Oberlandstraße, um die Linie I zu verstärken. Am gleichen Tag wurde die Linie IV durch die Anschlusslinie 99 der GBS ersetzt. An Sonntagen wurde die Linie bei Bedarf auch bis Steglitz, Schloßpark, statt nach Tempelhof geführt. Mit Beginn des Ersten Weltkriegs wurde die Linie II am 3. August 1914 eingestellt. Zum gleichen Zeitpunkt erhielt die Linie I in Neukölln (bis 1912: Rixdorf) ihre alte Linienführung über Bergstraße und Berliner Straße wieder.
Am 28. Mai 1918 kam es zum Abschluss eines neuen Zustimmungsvertrages zwischen dem 1911/1912 gegründeten Verband Groß-Berlin und der GBS, in dem unter anderem ihr Zusammenschluss mit ihren Nebenbahnen festgelegt worden war. Die GBS verfügte seit 1910 über sämtliche Aktien der SBV. Die Verbandsversammlung gab am 3. März ihre Zustimmung zu dem Vorhaben, das am 15. Mai 1919, nach anderen Angaben am 26. April 1919, umgesetzt wurde. Die Südliche Berliner Vorortbahn wie auch die Berlin-Charlottenburger Straßenbahn, die Westliche Berliner Vorortbahn und die Nordöstliche Berliner Vorortbahn hörten mit diesem Tag auf zu existieren. Die Rechnungsführung der Betriebe wurde rückwirkend zum 1. Januar 1918 vereinheitlicht.
Am 11. Mai 1922 wurden die verbliebenen Linien in das Nummernsystem der 1920 aus der GBS hervorgegangenen Berliner Straßenbahn (BSt) integriert. Die Gesamtstreckenlänge betrug zu diesem Zeitpunkt 37,29 Kilometer, davon waren 19,63 Kilometer zweigleisig ausgeführt. Die Betriebsspannung lag zwischen 500 und 550 Volt Gleichstrom.

## Weitere Strecken der SBV

Eröffnungszug der GBS bestehend aus Tw 2432 und Bw 85 in Buckow, 12. Juni 1913

Neben den bereits aufgeführten Strecken errichtete die Südliche Berliner Vorortbahn im Laufe ihres Bestehens mehrere Strecken, die nie von den eigenen Linien befahren wurden. Im Einzelnen waren dies:
- um 1905: Mariendorf, Dorfstraße[A 13]; Betrieb durch GBS
- 18. Februar 1907: Kolonnenstraße/Sedanstraße – Gotenstraße; Linie 23 der GBS
- 20. November 1909: Kaiser-Friedrich-Straße (zw. Hertzbergstraße und Teupitzer Straße); Linie 65 der GBS
- 27. November 1909: Kaiser-Friedrich-Straße/Wildenbruchstraße – Wildenbruchplatz; Linie 89 der GBS
- 20. Oktober 1910: Wildenbruchplatz – Elsenstraße/Heidelberger Straße; Linie 89 der GBS
- 18. Juni 1911: Elsenstraße (zw. Heidelberger Straße und Görlitzer Bahn); Linie 19 der GBS
- 18. Juni 1911: Erkstraße (zw. Donaustraße und Kaiser-Friedrich-Straße); Linie 19 der GBS
- 13. Juni 1913: Britz, Chausseestraße/Triftstraße – Buckow West; Linie 28 der GBS
- 01. Oktober 1913: Britz, Buschkrug – Rudow; Linie 47 der GBS

Darüber hinaus befanden sich im Wittelsbacherkorso (heute: Boelckestraße) in Tempelhof bereits eingebaute Gleise. Sie wurden nie ihrer Bestimmung übergeben und in den 1920er Jahren wieder entfernt. Die von der SBV betriebenen Strecken über Richardplatz und in der Bahnstraße wurden bereits am 1. Oktober 1899 eröffnet und zu Beginn ausschließlich von der GBS genutzt.

## Wagenpark

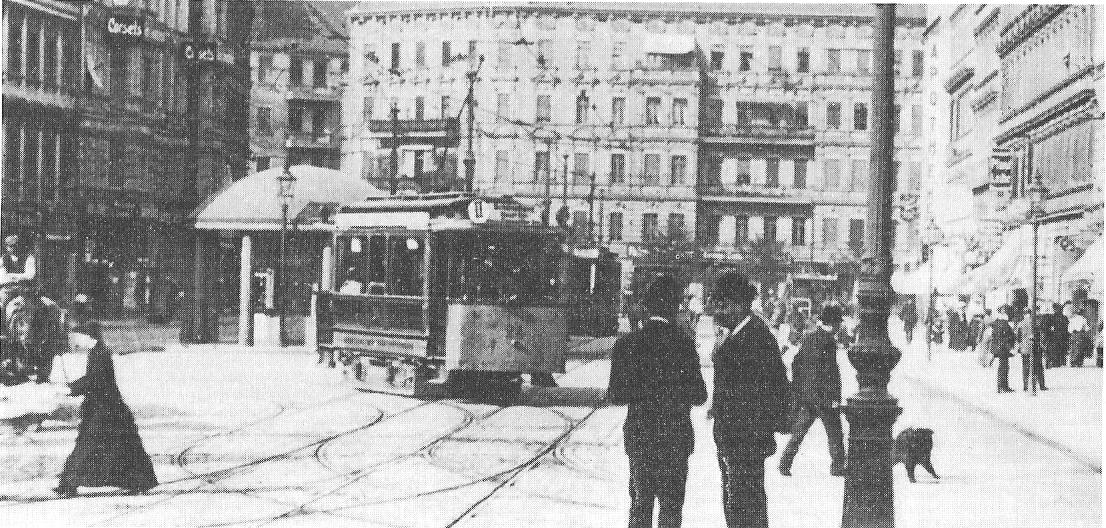
Triebwagen 24 auf der Linie II am Hermannplatz, um 1907

Für die Eröffnung des Betriebes 1899 kaufte die SBV 30 Triebwagen und versah diese mit den Wagennummern 1 bis 30. Sie glichen den zur gleichen Zeit beschafften Berolina-Wagen der GBS und besaßen Fahrgestelle vom Typ Neu-Berolina. Die elektrische Ausrüstung wurde von der Union-Elektricitäts-Gesellschaft (UEG) beschafft. Da diese Wagen für den Betrieb nicht ausreichten, musste die Gesellschaft weitere Trieb- und Beiwagen von der GBS leihen, ebenso die Pferdebahnwagen, die zwischenzeitlich auf der Lichterfelder Linie zum Einsatz kamen. Bekannt ist der Einsatz von vierachsigen Triebwagen des Typs Brandenburg auf der Linie III, da diese für die Kreuzung des Boulevards Unter den Linden mit entsprechenden Einrichtungen für den Unterleitungsbetrieb ausgerüstet waren.
Nach der Übernahme durch die GBS im Jahr 1919 wurden die Triebwagen mit den neuen Wagennummern 3233–3262 versehen. Von den Wagen 3238, 3251–3256 und 3258 ist der Umbau in die U3l-Wagen 3056II–3063II bekannt. Der Umbau erfolgte 1922 bei der Nationalen Automobil-Gesellschaft und soll darüber hinaus weitere Wagen der SBV umfasst haben. Die verbliebenen Fahrzeuge kamen entweder in den Arbeitswagenpark oder wurden ausgemustert. Die U3l-Wagen ihrerseits waren bis etwa 1934 im Personenverkehr anzutreffen. Von den Wagen 3056II und 3059II ist der nachfolgende Einsatz als Arbeitswagen (A90II bzw. A84) belegt, die beiden Triebwagen wurden 1955 bzw. 1954 ausgemustert.
Die Wartung erfolgte mietweise in den Betriebshöfen der GBS, da die SBV über keinerlei vergleichbare Anlagen verfügte. Anfangs erfolgte die Unterbringung im Hof Brandenburgstraße, später auch in den Betriebshöfen Rixdorf beziehungsweise Neukölln und Tempelhof.

## Betriebsergebnisse
| Jahr | Gleislänge (in km) | Bef. Pers. (in Tsd.) | Einnahmen (in Mark) | Wagen- Kilometer | Einnahmen/ Wagen-km (in Pfennig) | Pers./ Wagen-km | Defizit (in Mark) |
| ---- | ------------------ | -------------------- | ------------------- | ---------------- | -------------------------------- | --------------- | ----------------- |
| 1899 | 23,314             | 1756                 | 177.209             | 0.731.757        | 24                               | 2,40            | –                 |
| 1900 | 31,435             | 3417                 | 346.276             | 1.604.973        | 22                               | 2,13            | 0.113.821         |
| 1901 | 31,548             | 3241                 | 322.360             | 1.949.159        | 17                               | 1,66            | 0.425.497         |
| 1902 | 31,906             | 3305                 | 326.622             | 1.825.823        | 18                               | 1,81            | 0.685.762         |
| 1903 | 31,906             | 3615                 | 366.462             | 1.839.511        | 20                               | 1,97            | 0.855.237         |
| 1904 | 31,906             | 4043                 | 397.268             | 1.834.713        | 22                               | 2,20            | 0.986.760         |
| 1905 | 32,656             | 4441                 | 437.349             | 1.827.362        | 24                               | 2,43            | 1.079.170         |
| 1906 | 33,530             | 6213                 | 614.376             | 2.373.155        | 26                               | 2,62            | 1.188.286         |
| 1907 | 34,171             | 6990                 | 712.468             | 2.718.642        | 26                               | 2,57            | 1.315.697         |
| 1908 | 42,006             | 7431                 | 763.630             | 3.017.711        | 25                               | 4,46            | 1.420.891         |
| 1909 | k. A.              | k. A.                | 801.875             | 3.090.072        | k. A.                            | k. A.           | 1.468.891         |
| 1910 | k. A.              | 9016                 | 947.982             | k. A.            | k. A.                            | k. A.           | k. A.             |

Das Grundkapital der SBV belief sich auf drei Millionen Mark, von denen je die Hälfte der GBS und der Gesellschaft für elektrische Unternehmungen gehörten. Seit 1910 war die GBS der alleinige Eigentümer. Da das Unternehmen keine Gewinne erzielte, bestand auch kein Reservefonds. Hauptgrund für die Verluste war die Streckenführung durch weitgehend noch nicht erschlossenes Gebiet. Um das Gesamtergebnis positiv zu beeinflussen, übernahm die GBS ab 1910 die Betriebsführung der Linie IV als Anschlusslinie 99. Die weitgehend identisch zur Straßenbahn-Linie 40 der GBS geführte Linie III soll ab 1908 ebenfalls vollständig von der GBS übernommen worden sein, wird aber für das Jahr 1911 als Linie der SBV angegeben.

## Tarif

Fahrscheinmuster über 20 Pfennig im Binnentarif auf den Linien der SBV

Der Tarif auf den einzelnen Linien richtete sich im Wesentlichen nach dem Verkehrsgebiet, den diese bedienten. Auf den Linien II, III und IV galt ein Einheitstarif von 10 Pfennig für eine ununterbrochene Fahrt. Für die Linie I galt für Fahrten innerhalb des jeweiligen Weichbildes und zu jedem Punkt eines zweiten Vorortes ein Fahrpreis von 10 Pfennig, für Fahrten darüber hinaus ein Fahrpreis von 20 Pfennig. Auf der im Anschlussbetrieb mit der Westlichen Berliner Vorortbahn betriebenen Linie V galt ein Teilstreckentarif mit Fahrkarten zu 10, 15 und 20 Pfennig.
Die Fahrscheine zu 10 Pfennig waren weiß, die zu 15 Pfennig rosa und die zu 20 Pfennig grün. Die Ausgabe von Zeit- und Schülerkarten erfolgte ab 1904 nach den bei der GBS üblichen Grundsätzen. Eine Monatskarte für eine Linie kostete anfangs 7,50 Mark, für zwei Linien 10 Mark, für drei Linien 13 Mark und für das gesamte Netz 15 Mark. Nach Einführung der Fahrkartensteuer am 1. August 1906 erhöhte sich der Preis auf 7,70, 10,20, 13,40 und 15,40 Mark. Schülermonatskarten für zwei Linien waren für 3,00 Mark zu erhalten, jede weitere Linie kostete 1,00 Mark mehr. Arbeiterwochenkarten wurden für sechs mal zwei Fahrten zum Preis von 1,00 Mark ausgegeben.